# Maurice Blomme
Pour les articles homonymes, voir Blomme.
Maurice Blomme, né le 29 octobre 1926 à Oostnieuwkerke et mort le 11 avril 1980 à Roulers, est un coureur cycliste belge.

## Biographie
Professionnel de 1949 à 1961, il a remporté une étape du Tour de France 1950. 

## Palmarès
- 1946
  - 3e du championnat de Belgique sur route juniors
- 1947
  -  Champion de Belgique sur route militaires
  - 2e du championnat de Belgique de poursuite amateurs
  - 3e de Gand-Ypres
- 1948
  - 4e étape du Tour de Luxembourg amateurs
- 1949
  - Champion de Flandre-Occidentale
  - 1re, 9e et 13e étapes du Tour du Maroc
  - Grand Prix de la ville de Zottegem
  - 2e du GP de l'Equipe
  - 3e du Grand Prix des Nations
  - 3e du Grote Prijs Dr. Eugeen Roggeman
- 1950
  - Tour de Flandre Occidentale
  - Circuit des Trois Provinces (Avelgem)
  - Circuit du Houtland-Torhout
  - 12e étape du Tour de France
  - Grand Prix de la ville de Zottegem
  - Championnat des Flandres
  - Grand Prix des Nations
  - 2e du championnat de Belgique de poursuite
  - 3e de la Coupe Sels
  - 5e de la Flèche wallonne
  - 9e de Paris-Bruxelles
- 1951
  - 1re étape de Paris-Saint-Étienne
  - Bruxelles-Ingooigem
  - Grand Prix de la ville de Zottegem
  - 2e de Kuurne-Bruxelles-Kuurne
  - 2e de la Nokere Koerse
  - 2e de Vaux-Poperinge
  - 2e de la Coupe Sels
  - 3e du championnat de Belgique de poursuite
  - 5e de Paris-Tours
- 1952
  - 2e de Gand-Wevelgem 
  - 2e du Grand Prix des Nations
  - 3e du Tour du Maroc
- 1953
  - 4e étape secteur b du Tour de Luxembourg
  - 4e de Paris-Nice
  - 10e de Paris-Roubaix
- 1954
  - Grand Prix de la ville de Vilvorde
  - Circuit des Ardennes flamandes - Ichtegem
  - Circuit Mandel-Lys-Escaut
  - Circuit du Houtland-Torhout
  - 2e du Circuit de l'Ouest à Mons
  - 9e de Paris-Nice
- 1955
  - Circuit de l'Ouest à Mons :
    - Classement général
    - 2e étape

  - 3e de Bruxelles-Ingooigem
- 1959
  - 3e du Circuit de la vallée de la Lys

## Résultats sur le Tour de France
2 participations 
- 1950 : abandon (16e étape), vainqueur de la 12e étape
- 1952 : abandon (6e étape)